# Diana de França
Diana de França (em francês: Diane de France; Paris, 25 de julho de 1538 — Paris, 11 de janeiro de 1619) era filha ilegítima Henrique II, Rei de França, e da sua amante Piemontesa Filippa Duci. Algumas fontes alegam que seria antes filha de Diana de Poitiers.

## Biografia
Diana nasceu em em 1538 e foi formalmente legitimada em 1547. Em 1553, se casou com Horácio Farnésio, Duque de Castro, ficando viúva nesse mesmo ano quando Horácio foi morto numa batalha.
Em 1559, casou-se em segundas núpcias com Francisco de Montmorency, filho mais velho de Anne de Montmorency, Condestável de França. Diana enviuvou pela segunda vez em 1579, após ter ajudado a tornar o seu marido num líder político de um grupo de Católicos moderados em França.
Diana tornou-se a favorita de Henrique III de França que, em 1582, lhe atribuiu o título de Duquesa de Angoulême, em vida. Já durante o reinado de Henrique IV de França, Diana manteve-se como uma respeitada cortesã, superintendendo a educação do delfim, o futuro Luis XIII.
Diana morreu em 11 de janeiro de 1619 em Paris. As suas cartas revelam uma mulher de grande coragem e tolerância.